# Kogi
Kogi er en delstat i den centrale del af Nigeria, omkring stedet hvor Benuefloden løber ud i Niger. Den blev oprettet i 1991 af områder som tidligere hørte under delstaterne Benue og Kwara.

## Geografi
Delstaten består af lavland langs floderne og i sydøst, og et højere plateaulandskab mod nordøst og vest. 
Kogi grænser mod nord til Federal Capital Territory, mod nordvest til delstaten Niger, mod nordøst til delstaten Nassarawa, mod sydvest til delstaterne Ondo og Edo, mod sydøst til delstaterne Anambra og Enugu, mod vest til delstaterne Ekiti og Kwara og mod øst til delstaten Benue.
Landbrug er hovederhverv, med avl af yams, maniok, ris, sorghum, bønner, majs og bomuld. Nigerias største jernmalmsleje ligger nord for hovedstaden Lokoja. Udover jern udvindes kul og marmor. Delstatens industri omfatter bl.a. jern- og stålindustri samt levnedsmiddelindustri.

### Inddeling
Kogi er inddelt i 21 Local Government Areas med navnene: Adavi, Ajaokuta, Anpka, Bassa, Dekina, Ibaji, Idah, Igalamela-Odolu, Ijumu, Kabba-Bunu, Kogi, Lokoja, Mopa-Muro, Ofu, Ogori-Magongo, Okehi, Okene, Olamaboro, Omala, Yagba East og Yagba West.

## Eksterne kilder og henvisninger
1. ↑  nigerianstat.gov.ng (fra Wikidata).

- Om Kogi på Store norske leksikon

7°30′N 6°42′Ø / 7.500°N 6.700°Ø